# Edith Fellows
Edith Marilyn Fellows (20 de mayo de 1923 - 26 de junio de 2011) fue una actriz estadounidense que se convirtió en estrella infantil en la década de 1930. Conocida sobre todo por interpretar a huérfanos y niños de la calle, Fellows era una actriz expresiva con una buena voz para cantar. Debutó en la pantalla a los cinco años en el cortometraje de Charley Chase Movie Night (1929). Su primer papel acreditado en un largometraje fue The Rider of Death Valley (1932). En 1935 ya había participado en más de veinte películas. Su actuación junto a Claudette Colbert y Melvyn Douglas en She Married Her Boss (1935) le valió un contrato de siete años con Columbia Pictures, el primer contrato de este tipo ofrecido a una niña.
Fellows interpretó una serie de papeles principales para Columbia, como Tugboat Princess (1936), Little Miss Roughneck (1938) y The Little Adventuress (1938). Su interpretación de la huérfana precoz junto a Bing Crosby en Pennies from Heaven (1936) le valió el aplauso de la crítica. En 1942, apareció en dos películas de Gene Autry, Heart of the Rio Grande y Stardust on the Sage, en las que destacó su excelente voz. Su carrera como actriz se vio interrumpida en la década de 1940 por graves problemas personales, y su propia vida se volvió más dickensiana que los personajes que representaba en la pantalla. En la década de 1980, volvió a actuar con papeles esporádicos en series de televisión. Entre 1929 y 1995, Fellows apareció en más de setenta películas y programas de televisión.[cita requerida]

## Primeros años
Edith Marilyn Fellows nació el 20 de mayo de 1923 en Boston, Massachusetts, hija única de Willis y Harriet Fellows. Su madre la abandonó a los pocos meses de nacer. A los dos años, se trasladó a Charlotte, Carolina del Norte, con su padre y su abuela paterna, Elizabeth Fellows.
De niña tomó clases de baile para corregir su forma de andar. A los cuatro años, un supuesto cazatalentos se fijó en ella y le organizó una prueba de cámara en Hollywood por 50 dólares. Ella y su abuela viajaron a Hollywood en tren para descubrir que habían sido estafadas. Mientras su abuela trabajaba limpiando casas, ella se alojaba en casa de una familia local cuyo hijo trabajaba como extra en películas. Un día le acompañó al estudio. Sin que nadie se lo pidiera, se puso a bailar y cantar ante el desconcertado director. Cuando el chico enfermó unos días después, el estudio envió el mensaje "Envíen a la chica". Pronto fue elegida para el cortometraje del cómico Charley Chase Movie Night (1929), en el que interpretaba a la hija mocosa de Charley en una salida familiar al cine.
Pronto le siguieron otros papeles en la pantalla, como Daddy Long Legs (1931), The Rider of Death Valley (1932), dos comedias de Our Gang, Shivering Shakespeare (1930) y Mush and Milk (1933), y Jane Eyre (1934) para Monogram Pictures, en la que interpretaba a la pupila de Mr. Rochester, una precoz casamentera que intenta unir a su tutor y a Jane. Ese mismo año, Fellows apareció con W C Fields en Mrs Wiggs of the Cabbage Patch, en el papel de Australia Wiggs, una de los cinco niños criados en un barrio de chabolas por su madre, que vive en la pobreza y cuyo marido la ha abandonado. En 1935, ya había rodado más de veinte películas y estaba lista para dar el gran salto.

## Estrella infantil
En 1935, Fellows apareció en She Married Her Boss (1935), de Gregory La Cava, en el papel de la engañosa hija de Melvyn Douglas, que es domada cuando Claudette Colbert le da unos azotes con un cepillo para el pelo. Su actuación le valió un contrato de siete años con Columbia Pictures y se convirtió en una estrella a la edad de 12 años. En sus primeras películas para Columbia, One-Way Ticket, And So They Were Married y Tugboat Princess, siguió encasillada en el papel de huérfana o niña de la calle. En el otoño de 1936, su popularidad se vio favorecida significativamente por su papel coprotagonista junto a Bing Crosby en Pennies from Heaven, en la que interpretaba a una huérfana dura y precoz protegida por el vagabundo cantante de Crosby. Mientras que en las películas anteriores su robusto carácter era domado con unos rápidos azotes, en esta película es "calmada por los canturreos de Crosby, en particular la canción del título que le canta durante una tormenta". En su crítica en The New York Times, Frank S. Nugent destacó la interpretación de Fellows:
Los principales honores corresponden a la pequeña Miss Fellows. La suya es realmente una actuación excepcional para una joven, bordeando los peligros del sadismo en sus escenas tiernas e interpretando las rebeldes con una impertinencia cómica.
Durante estos años, la abuela de Fellows dirigió su vida y su carrera con mano de hierro —sin permitirle jugar con sus amigos. Con el tiempo, su abuela la aisló de cualquiera que pudiera ejercer una influencia negativa, lo que parecía ser casi todo el mundo, incluido su padre, a quien su abuela mandó a paseo después de que se reuniera con ellos en California. A mediados de la década de 1930, la madre de Edith llegó a su casa después de más de una década de ausencia, diciendo que había venido a por su hija— y sus ganancias cinematográficas. En los meses siguientes, tuvo lugar una amarga batalla por la custodia, de la que se hicieron eco los periódicos de todo el país en el verano de 1936. La madre de Edith hizo afirmaciones escandalosas, diciendo que la niña había sido secuestrada por su abuela —una acusación tomada en serio tras el secuestro de Lindbergh cuatro años antes— y que su padre había intentado venderla a una escuela de baile. Edith recordó más tarde haber tenido sentimientos encontrados al tener que elegir entre una abuela dominante y una madre que parecía "fría y un poco dura". Cuando el tribunal se lo pidió, eligió a su abuela, declarando que "no estaba acostumbrada a querer a extraños". El juez concedió la custodia de Edith a su abuela y ordenó que sus ingresos se depositaran en un fideicomiso.
Fellows continuó rodando películas hasta principios de la década de 1940, pero ya no era una niña, y la demanda de actrices de cine adultas y diminutas (medía 1,70 m) era insignificante. Escribió la historia de la que se convertiría en su última película para Columbia, Her First Beau, e incluyó un papel secundario para su amiga Millie Lou. El guion se empezó a producir sólo con Jane Withers sustituyendo a Fellows como protagonista, y Fellows reducida a interpretar a "Millie Lou". Fellows encontró trabajo en los estudios independientes más pequeños Monogram Pictures, Republic Pictures, y finalmente Producers Releasing Corporation (PRC Pictures). Dos de las películas eran westerns de Gene Autry (Heart of the Rio Grande y Stardust on the Sage), en los que lució su excelente voz. Tras el encargo de la RPC (Girls Town, 1943), abandonó la pantalla.

## Carrera posterior
En 1946, Fellows se casó con el agente de talentos Freddie Fields, con quien tuvo una hija, Kathy. Fellows se dedicó a los escenarios y actuó en Broadway en Louisiana Lady, un breve musical de 1947. Comenzó a actuar en series de televisión a principios de la década de 1950, apareciendo en Musical Comedy Time (1950), Studio One in Hollywood (1952), Armstrong Circle Theatre (1952), Tales of Tomorrow (1951-1953) y Medallion Theatre (1954).[cita requerida]  También actuó en Uncle Willie, una comedia teatral protagonizada por Menasha Skulnik que se representó durante varios meses en 1956 y 1957. La ruptura de su matrimonio a mediados de los años cincuenta le provocó una grave crisis psicológica. Mientras actuaba en un espectáculo benéfico en Nueva York en 1958, se quedó paralizada por el miedo y no pudo subir al escenario. Un psiquiatra le diagnosticó miedo escénico y le recetó Librium. Fellows se volvió dependiente del fármaco, junto con el Valium y el alcohol.
El diagnóstico marcó el inicio de una espiral descendente hacia la dependencia, interrumpida brevemente por un segundo fracaso matrimonial que terminó cuando su marido intentó persuadirla para que volviera a actuar. Sin un céntimo, Fellows aceptó una serie de trabajos como operadora de servicios de atención telefónica mientras se hundía cada vez más en el alcoholismo y la depresión. Aparte de dos pequeños papeles no acreditados en películas, Fellows no volvió a actuar hasta 1979.

## Recuperación
A finales de los años 70, Fellows conoció a Rudy Venz, dramaturgo y director de un teatro comunitario de Los Ángeles. Venz se enteró de su historia por su novia, que trabajaba con la antigua estrella infantil, y le propuso la idea de convertir su historia en una obra de teatro, invitándola a protagonizarla. En 1979, Fellows volvió a los escenarios por primera vez en décadas y apareció en la producción teatral de Venz Dreams Deferred, superando su miedo escénico. La experiencia la inspiró para hacer apariciones como invitada en las series de televisión The Brady Brides (1981), Simon & Simon (1982) (como telefonista, irónicamente), Father Murphy (1982), Scarecrow and Mrs. King (1983), Cagney & Lacey (1982-1986), ER (1995) y The Pursuit of Happiness (1995),[cita requerida]  que fue su última actuación. Se retiró de la actuación en 1995.
En sus últimos años, Fellows vivió en un apartamento con patio en Hollywood con sus tres gatos. Falleció por causas naturales el 26 de junio de 2011 en la Motion Picture Country Home a la edad de 88 años.

## Filmografía seleccionada
| - Movie Night (1929, cortometraje) - La hija de la persecución - Madame X (1929) - Niña en un show de títeres (sin acreditar) - Shivering Shakespeare (1930, cortometraje) - Niñas con miedo a los elefantes - Cimarron (1931) - (sin acreditar) - Daddy Long Legs (1931) - Huérfana (sin acreditar) - Huckleberry Finn (1931) - Colegiala (sin acreditar) - Wicked (1931) - Niña (sin acreditar) - Emma (1932) - Gypsy cuando era niña (sin acreditar) - The Rider of Death Valley (1932) - Betty Joyce - Divorce in the Family (1932) - Niña con cometa (sin acreditar) - Once in a Lifetime (1932) - Florista en la escena de la boda (sin acreditar) - Birthday Blues (1932, cortometraje) - Niña con cuerda en la boca - Law and Lawless (1932) - Betty Kelley - The Penguin Pool Murder (1932) - Chica pequeña en el aquario (sin acreditar) - The Devil's Brother (1933) - Chica (sin acreditar) - Mush and Milk (1933, cortometraje) - Huérfana - The Power and the Glory (1933) - Estudiante (sin acreditar) - Girl Without a Room (1933) - Niña (sin acreditar) - Two Alone (1934) - hija de Rogers (sin acreditar) - This Side of Heaven (1934) - Felicia - hija del ministro (sin acreditar) - The Life of Vergie Winters (1934) - Niño extra en la secuencia de 1910 (sin acreditar) - Cross Streets (1934) - Hermana pequeña - His Greatest Gamble (1934) - Alice - como una niña - Jane Eyre (1934) - Adele Rochester - She Was a Lady (1934) - Niña (sin acreditar) - Mrs. Wiggs of the Cabbage Patch (1934) - Australia Wiggs - Kid Millions (1934) - Niña con número de helado (sin acreditar) - Black Fury (1935) - Agnes Shemanski (sin acreditar) | - Dinky (1935) - Sally - Keeper of the Bees (1935) - Jean Marie Meredith / Little Scout - She Married Her Boss (1935) - Annabel Barclay - One Way Ticket (1935) - Ellen - And So They Were Married (1936) - Brenda Farnham - Tugboat Princess (1936) - 'Princess' Judy - Pennies From Heaven (1936) - Patsy Smith - Life Begins with Love (1937) - Dodie Martin - Little Miss Roughneck (1938) - Foxine LaRue - City Streets (1938) - Winnie Brady - The Little Adventuress (1938) - Pinky Horton - Five Little Peppers and How They Grew (1939) - Polly Pepper - Pride of the Blue Grass (1939) - Midge Griner - Music in My Heart (1940) - Mary - Five Little Peppers at Home (1940) - Polly Pepper - Out West with the Peppers (1940) - Polly Pepper - Five Little Peppers in Trouble (1940) - Polly Pepper - Nobody's Children (1940) - Pat - Her First Romance (1940) - Linda Strong - Her First Beau (1941) - Milly Lou - Girls' Town (1942) - Sue Norman - Heart of the Rio Grande (1942) - Connie Lane - Stardust on the Sage (1942) - Judy Drew - Criminal Investigator (1942) - Ellen Grey - Lilith (1964) - Paciente (sin acreditar) - Mirage (1965) - Papel menor (Sin acreditar) - Between Two Brothers (1982, Telefilme) - Esposa de la víctima - Grace Kelly (1983, Telefilme) - Edith Head - Happy Endings (1983, Telefilme) - The Hills Have Eyes Part II (1984) - Mrs. Wilson - In the Mood (1987) - Dorothy Long, madre de Judy |

## Lectura adicional
- Goldrup, Tom and Jim (2002). Growing Up on the Set: Interviews with 39 Former Child Actors of Film and Television. McFarland & Co. pp. 83-93. ISBN 1476613702.
- Dye, David (1988). Child and Youth Actors: Filmography of Their Entire Careers, 1914-1985. Jefferson, NC: McFarland & Co., p. 74.
- Best, Marc (1971). Those Endearing Young Charms: Child Performers of the Screen, South Brunswick and New York: Barnes & Co., p. 85-89.